# Alfusainey Ceesay
Alfusainey Ceesay (* 11. September 1972 in Sami Pachonki) ist ein gambischer Politiker.

## Leben
| Parlamentswahl | Stimmen | Stimmanteil |
| -------------- | ------- | ----------- |
| 2017           | 3.121   | 49,22 %     |
| 2022           | 3.692   | 40,41 %     |

Alfusainey Ceesay trat bei der Wahl zum Parlament 2017 als Kandidat der United Democratic Party (UDP) im Wahlkreis Sami in der Janjanbureh Administrative Region an. Mit 49,22 % konnte er den Wahlkreis vor Baboucarr Boye (GDC) für sich gewinnen.
Bei den Parlamentswahlen 2022 erreichte Ceesay als UDP-Kandidat erneut die meisten Stimmen im Wahlkreis Sami und wurde Mitglied der 6. Gambischen Nationalversammlung.